# Liga Leumit
Die Liga Leʾummit (hebräisch לִיגָה לְאֻמִּית Līgah Ləʾummīt, deutsch ‚Nationale Liga‘, Plene ליגה לאומית; Aussprache: Le-ummít) ist die zweithöchste Spielklasse im israelischen Fußball.

## Modus
Die Liga Leʾummit wird derzeit mit 16 Mannschaften ausgespielt. Nach Abschluss der regulären Saison, in der eine Doppelrunde zwischen allen Teams stattfindet, werden zwei Gruppen gebildet: die erste Gruppe besteht aus den acht Bestplatzierten der Runde, die zweite aus den verbleibenden acht Mannschaften. In beiden Gruppen werden die Ergebnisse aus den 30 Spielen der Vorrunde übertragen und noch eine Einfachrunde zwischen den acht Vereinen ausgespielt. Besserplatzierte Teams erhalten dabei ein Heimspiel mehr als die anderen.
Während in der Aufstiegsrunde der besten acht Teams die beiden Aufsteiger in die Ligat haʿAl ermittelt werden, gibt es aus der Abstiegsrunde zwei direkte Absteiger in die drittklassige Liga Alef, sowie einen Relegationsplatz gegen den besten Gruppenzweiten aus den beiden Gruppen der dritten Liga.

### Aufstiegsregelung
Seit der Saison 2012/13 wird die israelische Meisterschaft in der Liga haʿAl mit 14 statt zuvor 16 Vereinen ausgespielt. Hierzu stieg zum Ende der Saison 2011/12 nur eine Mannschaft aus der Liga Leʾummit auf. Fortan werden regelmäßig zwei Vereine direkt aufsteigen und durch die beiden letztplatzierten Vereine der Ligat haʿAl ersetzt.

## Mannschaften 2024/25
| - HaPoʿel Tel Aviv (Absteiger) - HaPoʿel Petach Tikva (Absteiger) - HaPoʿel Akko - HaPoʿel Ironi HaScharon - HaPoʿel Ironi Rischon LeZion - HaPoʿel Kfar Saba - HaPoʿel Nof HaGalil - HaPoʿel Ramat Gan | - Bne Jehuda Tel Aviv - FC Kfar Qasem - HaPoʿel Afula - Maccabi Kabilio Jaffa - Maccabi Herzlia - Hapoel Umm al-Fahm - HaPoʿel Ra’anana (Aufsteiger) - HaPoʿel Kfar Shalem (Aufsteiger) |

## Aufsteiger
| Saison  | Meister                      | Mitaufsteiger                                                                                   |
| ------- | ---------------------------- | ----------------------------------------------------------------------------------------------- |
| 1999/00 | HaPoʿel Tzafririm Cholon     |                                                                                                 |
| 2000/01 | HaPoʿel Beʾer Scheva         | Maccabi Kirjat Gat                                                                              |
| 2001/02 | HaPoʿel Kfar Saba            | Bne Jehuda Tel Aviv                                                                             |
| 2002/03 | Maccabi Achi Nazareth        | FC Bnei Sachnin                                                                                 |
| 2003/04 | HaPoʿel Haifa                | HaPoʿel Nazareth Illit                                                                          |
| 2004/05 | HaPoʿel Kfar Saba            | Maccabi Netanja                                                                                 |
| 2005/06 | Maccabi Herzlia              | HaKoach Amidar Ramat Gan                                                                        |
| 2006/07 | HaPoʿel Ironi Kirjat Schmona | FC Bnei Sachnin                                                                                 |
| 2007/08 | HaKoach Amidar Ramat Gan     | HaPoʿel Petach Tikwa                                                                            |
| 2008/09 | HaPoʿel Haifa                | HaPoʿel Akko, HaPoʿel Beʾer Scheva, HaPoʿel Ramat Gan, HaPoʿel Raʿananna, Maccabi Achi Nazareth |
| 2009/10 | HaPoʿel Ironi Kirjat Schmona | HaPoʿel Aschkelon                                                                               |
| 2010/11 | HaPoʿel Ironi HaScharon      | HaPoʿel Irony Rischon LeZion                                                                    |
| 2011/12 | HaPoʿel Ramat Gan            |                                                                                                 |
| 2012/13 | Maccabi Petach Tikwa         | HaPoʿel Raʿananna                                                                               |
| 2013/14 | Maccabi Netanja              | HaPoʿel Petach Tikwa                                                                            |
| 2014/15 | Bne Jehuda Tel Aviv          | HaPoʿel Kfar Saba                                                                               |
| 2015/16 | MS Aschdod                   | HaPoʿel Aschkelon                                                                               |
| 2016/17 | Maccabi Netanja              | HaPoʿel Akko                                                                                    |
| 2017/18 | HaPoʿel Tel Aviv             | HaPoʿel Chadera                                                                                 |
| 2018/19 | HaPoʿel Kfar Saba            | Sekzia Nes Ziona                                                                                |
| 2019/20 | Maccabi Petach Tikwa         | FC Bnei Sachnin                                                                                 |
| 2020/21 | HaPoʿel Nof HaGalil          | HaPoʿel Jerusalem                                                                               |
| 2021/22 | Maccabi Bnei Reina           | Sekzia Nes Ziona                                                                                |
| 2022/23 | Maccabi Petach Tikwa         | HaPoʿel Petach Tikwa                                                                            |
| 2023/24 | HaPoʿel Ironi Kirjat Schmona | FC Ironi Tiberias                                                                               |